# Between
Between és una població dels Estats Units a l'estat de Geòrgia. Segons el cens del 2000 tenia 148 habitants.

## Demografia
Segons el cens del 2000, Between tenia 148 habitants, 61 habitatges, i 42 famílies. La densitat de població era de 65,7 habitants per km².
Dels 61 habitatges en un 23% hi vivien nens de menys de 18 anys, en un 59% hi vivien parelles casades, en un 6,6% dones solteres, i en un 31,1% no eren unitats familiars. En el 24,6% dels habitatges hi vivien persones soles el 6,6% de les quals corresponia a persones de 65 anys o més que vivien soles. El nombre mitjà de persones vivint en cada habitatge era de 2,43 i el nombre mitjà de persones que vivien en cada família era de 2,98.
Per edats la població es repartia de la següent manera: un 23,6% tenia menys de 18 anys, un 12,2% entre 18 i 24, un 21,6% entre 25 i 44, un 31,1% de 45 a 60 i un 11,5% 65 anys o més.
L'edat mediana era de 38 anys. Per cada 100 dones de 18 o més anys hi havia 109,3 homes.
La renda mediana per habitatge era de 52.222 $ i la renda mediana per família de 52.292 $. Els homes tenien una renda mediana de 41.875 $ mentre que les dones 24.688 $. La renda per capita de la població era de 20.115 $. Entorn del 12,2% de les famílies i el 8,9% de la població estaven per davall del llindar de pobresa.

## Poblacions properes
El següent diagrama mostra les poblacions més properes.